# Berryz Kōbō Special Best Vol.2
Albums de Berryz Kōbō
Berryz Mansion 9 Kai
(2013)
Compilations par Berryz Kōbō
Berryz Kōbō Special Best Vol.1
(2009)
Singles
1. Asian Celebration
Sortie : 13 mars 2013
2. Golden Chinatown (...)
Sortie : 19 juin 2013
3. Motto Zutto Issho ni Itakatta (...)
Sortie : 2 octobre 2013

Berryz Kōbō Special Best Vol.2 (Berryz工房 スッペシャル ベスト Vol.2, ou Berryz Koubou Special Best Vol.2) est un album compilation du groupe Berryz Kōbō.

## Présentation
L'album, écrit, composé et produit par Tsunku, sort le 26 février 2014 au Japon sur le label Piccolo Town à l'occasion du dixième anniversaire du groupe, un an après son précédent album Berryz Mansion 9 Kai et cinq ans après sa précédente compilation homonyme Berryz Kōbō Special Best Vol.1. Il atteint la 26e place du classement Oricon. Il sort aussi en édition limitée au format CD+DVD avec une pochette différente et un DVD en supplément.
L'album contient dans l'ordre chronologique inversé dix titres parus précédemment en singles après la sortie de la précédente compilation (dont certains en "double face A"), quatre autres titres tirés des derniers albums du groupe (dont une reprise du premier single), la chanson-titre du 4e single Happiness ~Kōfuku Kangei!~ qui avait été omise de la précédente compilation, et deux titres inédits à la fin. Les chansons-titres des singles Asian Celebration, Golden Chinatown (...), et Motto Zutto Issho ni Itakatta (...), sortis après le précédent album original, n'apparaissent que sur cet album compilation.

## Formation
Membres du groupe créditées sur l'album :
- Saki Shimizu
- Momoko Tsugunaga
- Chinami Tokunaga
- Miyabi Natsuyaki
- Māsa Sudō
- Yurina Kumai
- Risako Sugaya

## Liste des titres
| 1.  | Motto Zutto Issho ni Itakatta (もっとずっと一緒に居たかった)                      | 33e single (co-face A)                    |  |
| 2.  | Golden Chinatown (ゴールデンチャイナタウン)                                       | 32e single (co-face A)                    |  |
| 3.  | Asian Celebration (アジアン セレブレイション)                                     | 31e single                                |  |
| 4.  | Anata Nashi de wa Ikite Yukenai (2013 Ver.) (あなたなしでは生きてゆけない...)     | de l'album Berryz Mansion 9 Kai (reprise) |  |
| 5.  | Succha ka Meccha ka~ (すっちゃかめっちゃか～)                                     | de l'album Berryz Mansion 9 Kai           |  |
| 6.  | Want! (WANT!)                                                                     | 30e single                                |  |
| 7.  | Cha Cha Sing (cha cha SING)                                                       | 29e single                                |  |
| 8.  | Be Genki <Naseba Naru!> (Be元気<成せば成るっ!>)                                   | 28e single                                |  |
| 9.  | Yo no Naka Barairo (世の中薔薇色)                                                 | de l'album Ai no Album 8                  |  |
| 10. | Heroine ni Narō ka! (ヒロインになろうか!)                                         | 25e single                                |  |
| 11. | Kimi no Tomodachi (君の友達)                                                      | de l'album 6th Otakebi Album              |  |
| 12. | Tomodachi wa Tomodachi Nanda! (友達は友達なんだ!)                                 | 22e single (co-face A)                    |  |
| 13. | Rival (ライバル)                                                                  | 20e single (co-face A)                    |  |
| 14. | Dakishimete Dakishimete (抱きしめて 抱きしめて)                                   | 19e single                                |  |
| 15. | Happiness ~Kōfuku Kangei!~ (ハピネス ~幸福歓迎!~)                                 | 4e single                                 |  |
| 16. | Koiseyo! (コイセヨ!)                                                              | Titre inédit                              |  |
| 17. | Onna no Ko ni Shika Wakannai Chōdo ga Aru no (女の子にしかわかんない丁度があるの) | Titre inédit                              |  |

| 1. | Long Interview (ロングインタビュー)                                                   | Interview                 |  |
| 2. | Special Generation (... Live Ver.) (スッペシャル ジェネレ～ション（武道館Live ver.）) | Version live du 6e single |  |